# P.T.R. Palanivel Rajan
P.T.R. Palanivel Rajan, Ponnambala Thyaga Rajan Palanivel Rajan (ur. 22 lutego 1932, zm. 20 maja 2006) – indyjski polityk i prawnik.
Urodził się w Maduraju, jako syn jednego z liderów Partii Sprawiedliwości, P.T. Rajana. Kształcił się w Madras Christian College, następnie studiował prawo w Madras Law College. Pracował w zawodzie, w 1954 został przyjęty w szeregi adwokatury w rodzinnym mieście. Zaangażował się w działalność polityczną wiążąc się z Drawidyjską Federacją Postępu (DMK). Kilkakrotnie piastował mandat deputowanego do Zgromadzenia Ustawodawczego Tamilnadu, latach 1996-2001 był jego przewodniczącym. Zmarł na atak serca, kilka dni po objęciu stanowiska ministra odpowiedzialnego za kwestie związane z hinduizmem oraz działalnością charytatywną w rządzie stanowym. W 1997 Madurai Kamaraj University przyznał mu doktorat honorowy. W 2008 w Maduraju odsłonięto jego pomnik. 